# Lyngby Mølle Feriecenter
Lyngby Mølle Feriecenter ligger i den gamle fiskerby Nørre Lyngby, kun 100 meter fra Vesterhavet og placeret midt imellem de to feriebyer Løkken og Lønstrup. Stedet er kendetegnet ved sine 30-40 meter høje skrænter ned mod havet. Feriecentret er opkaldt efter den gamle vindmølle i Nørre Lyngby, Lyngby Mølle, der blev drevet som traktørsted indtil havet kom for tæt på og møllen blev nedrevet.
Udviklingen i byen er præget af at være placeret så tæt på havet, Hvert år forsvinder 3-4 m af skrænterne i havet, og gennem tiderne er flere huse faldet i havet. På grund af de høje skrænter er Nr. Lyngby et feriemål for paraglidere, surfere og naturelskere. [kilde mangler]
- Lyngby Mølle Feriecenter set fra kysten
- Havet set fra Lyngby Mølle Feriecenter